# 충남체육고등학교
충남체육고등학교(忠南體育高等學校)는 대한민국 충청남도 논산시 관촉동에 있는 공립 고등학교이다.

## 학교 연혁
- 1989년 8월 5일 : 논산공업고등학교 병설 체육과 1학급 설치 인가
- 1990년 3월 5일 : 제1회 입학식 (육상외 6종목)
- 1992년 1월 17일 : 충남체육고등학교 설립인가 (6학급)
- 1992년 3월 5일 : 개교식
- 1992년 6월 17일 : 특수목적고등학교 지정
- 1993년 2월 11일 : 제1회 졸업식 (51명)
- 1995년 5월 14일 : 교사동 준공
- 1996년 10월 20일 : 제1체육관 준공
- 1999년 5월 30일 : 제2체육관 (체조관) 준공
- 2007년 4월 2일 : 제3체육관 (필승관) 준공
- 2014년 5월 12일 : 여자기숙사 준공
- 2018년 10월 19일 : 남자기숙사 리모델링 준공
- 2025년 1월 3일 : 제33회 졸업식(62명) - 총 2,135명
- 2025년 3월 1일 : 제15대 정필환 교장 부임

## 설치 학과
- 체육과

## 참고 자료
- 충남체육고등학교 - 한국교육학술정보원 학교알리미